# Lamassa Island
Lamassa Island, in der deutschen Kolonialzeit nur Lamassa genannt, ist eine Insel an der Südwestküste der Insel Neuirland in der gleichnamigen Provinz von Papua-Neuguinea. Sie liegt damit in der Salomonensee des Pazifischen Ozeans.
Die Insel liegt unmittelbar vor der Küste Neuirlands. Die Siedlung Lamas liegt der Insel gegenüber. Sie ist etwa 3 Kilometer Land und über 1 Kilometer breit und jungeruptivem Gestein und Korallenkalken gebildet.
Nach regionaler Verwaltungsgliederung gehört die Insel zum Konoagil Rural LLG (Local-Level Government).
Während des Ersten Weltkriegs wurde das Gebiet 1914 von Australien übernommen und war Teil des australischen Verwaltungsmandats für den gesamten Bismarck-Archipel durch den Völkerbund und nach dessen Auflösung durch die Vereinten Nationen.
Von 1942 bis 1944 war das Gebiet von Japan besetzt, fiel aber 1949 wieder an das australische Verwaltungsmandat, bis Papua-Neuguinea 1975 unabhängig wurde.